# La donna di tutti caratteri
La donna di tutti caratteri és una òpera en tres actes composta per Domenico Cimarosa sobre un llibret italià d'Antonio Palomba. S'estrenà al Teatro Nuovo de Nàpols el 1775.